# Amphipappus
- Commons
- Wikispecies

Amphipappus Torr. & A.Gray é um género botânico pertencente à família Asteraceae.

## Espécies
Apresenta duas espécies:
- Amphipappus fremontii
- Amphipappus spinosus